# Mesochaetopterus malayensis
Mesochaetopterus malayensis är en ringmaskart som först beskrevs av Maurice Caullery 1944.  Mesochaetopterus malayensis ingår i släktet Mesochaetopterus och familjen Chaetopteridae. Inga underarter finns listade i Catalogue of Life.